# 曲阳城遗址
曲阳城遗址，位于江苏省连云港市东海县曲阳乡，是中华人民共和国全国重点文物保护单位之一。
1995年4月19日，公布为江苏省文物保护单位，2013年5月公布为全国重点文物保护单位，是一座古遗址。